# 昂布兰莱普雷
昂布兰莱普雷（法語：Hamblain-les-Prés，法語發音：[ɑ̃blɛ̃ le pʁe]）是法国上法蘭西大區加来海峡省的一个市镇，属于阿拉斯区。

## 地理
昂布兰莱普雷（50°17'36"N, 2°57'38"E）面积4.87 平方千米，位于法国上法蘭西大區加来海峡省，该省份为法国北部沿海省份，西北濒北海，南至索姆省，东临北部省。
与昂布兰莱普雷接壤的市镇（或旧市镇、城区）包括：比亚什圣瓦斯特、佩尔沃、萨伊昂奥斯特雷旺、布瓦里圣母村。
昂布兰莱普雷的时区为UTC+01:00、UTC+02:00（夏令时）。

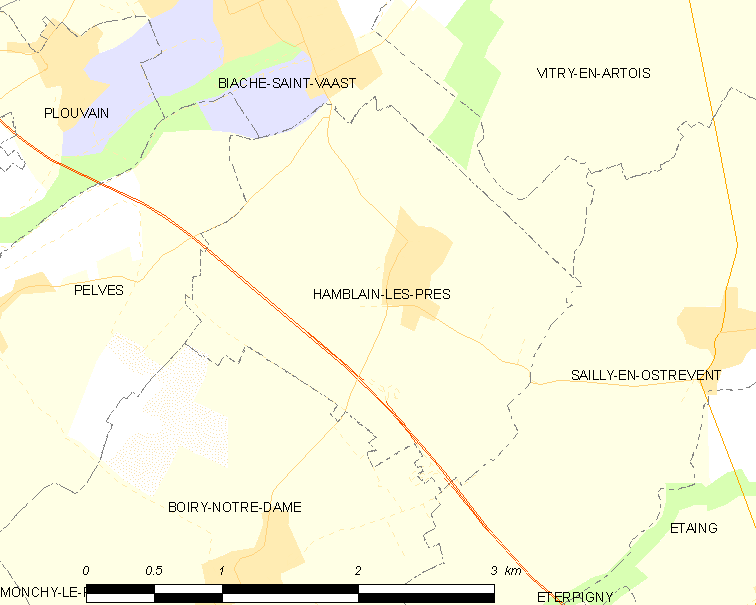
昂布兰莱普雷的OSM定位图

## 行政
昂布兰莱普雷的邮政编码为62118，INSEE市镇编码为62405。

## 政治
昂布兰莱普雷所属的省级选区为布勒比耶尔县。

## 人口

1962-2008年间昂布兰莱普雷人口变化图示

昂布兰莱普雷于2022年1月1日时的人口数量为458人。